# Dziewczyny z wyższych sfer
Dziewczyny z wyższych sfer (oryg. Uptown Girls) – film fabularny (komedia) produkcji amerykańskiej z 2003 roku.

## Obsada
- Brittany Murphy jako Molly Gunn
- Dakota Fanning jako Lorraine Schleine (Ray)
- Marley Shelton jako Ingrid
- Heather Locklear jako Roma Schleine
- Donald Faison jako Huey
- Jesse Spencer jako Neal
- Austin Pendleton jako Pan McConkey
- Pell James jako Julie